# Parlamentswahl in Finnland 1948
- SKDL: 38
- SDP: 54
- ED: 5
- RKP: 14
- ML: 56
- KOK: 33

Die Parlamentswahl in Finnland 1948 fand am 1. und 2. Juli 1948 statt. Es war die Wahl zum 19. finnischen Parlament.
Die Wahl brachte erhebliche Verluste für die bislang stärkste Kraft, den Volksdemokraten, die mit Mauno Pekkala bislang den Ministerpräsidenten stellten. Die Sozialdemokraten sowie der Landbund gewannen dagegen an Stimmen.

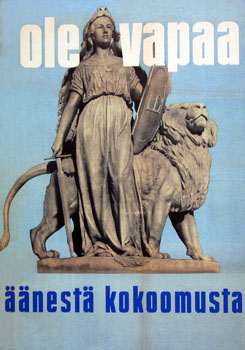
Wahlplakat der Nationalen Sammlungspartei („Sei frei - Stimm für Kokoomus“)

## Ausgangslage
Vor der Wahl hatte es eine große Kampagne gegen die aus der Kommunistischen Partei hervorgegangenen Volksdemokratischen Union gegeben. Mauno Pekkala, selbst sozialdemokratischer Volksdemokrat, führte seit März 1946 eine Regierung aus Sozial- und Volksdemokraten sowie Landbund und Schwedischer Volkspartei. Außenpolitisch war Finnlands Stellung zwischen den beiden großen Mächten im Osten und Westen ein Thema. Anfang 1948 hatte die Sowjetunion Finnland einen Freundschafts- und Beistandspakt vorgeschlagen, der jedoch im finnischen Parlament keinen Rückhalt fand. Im März 1948 hatten schließlich ausführliche Gespräche zwischen den beiden Staaten begonnen, die damit endeten, dass die Sowjetunion sich offiziell aus der finnischen Innenpolitik heraushalten werde. Um schließlich die Volksdemokraten bei den Wahlen zu unterstützen, gab die sowjetische Führung im Mai 1948 bekannt, die noch fälligen Reparationszahlungen Finnlands an die Sowjetunion um die Hälfte zu kürzen.

## Teilnehmende Parteien
Es traten 8 verschiedene Parteien zur Wahl an.
Folgende Parteien waren bereits im Parlament vertreten:
| Partei | Partei | Ausrichtung        | Spitzenkandidat   |
| ------ | --- | ------------------ | ----------------- |
|        | Sozialdemokratische Partei Finnlands Suomen Sosialidemokraattinen Puolue (SDP) Finlands Socialdemokratiska Parti                     | sozialdemokratisch | Emil Skog         |
|        | Demokratische Union des Finnischen Volkes Suomen Kansan Demokraattinen Liitto (SKDL) Demokratiska Förbundet för Finlands Folk (DFFF) | sozialistisch      | Kusti Kulo        |
|        | Landbund Maalaisliitto (ML) Agrarförbundet                                                                                           | sozialliberal      | Vieno Sukselainen |
|        | Nationale Sammlungspartei Kansallinen Kokoomus (KOK) Samlingspartiet                                                                 | konservativ        | Arvo Salminen     |
|        | Schwedische Volkspartei Ruotsalainen Kansanpuolue (RKP) Svenska Folkpartiet (SFP)                                                    | liberal            | Ralf Törngren     |
|        | Nationale Fortschrittspartei Kansallinen Edistyspuolue (ED) Framstegspartiet                                                         | liberal            | Akseli Nikula     |

## Wahlergebnis
Die Wahlbeteiligung lag bei 78,2 Prozent und damit 3,3 Prozentpunkte über der Wahlbeteiligung bei der letzten Parlamentswahl 1945.
Die Volksdemokraten verloren elf Sitze. Stärkste Kraft im Parlament wurde aufgrund des finnischen Wahlsystems nun der Landbund, der zwar weniger Stimmen als die Sozialdemokratische Partei, die ebenfalls gewann, erhielt, jedoch sieben Sitze hinzugewann und damit im Parlament zwei Sitze vor den Sozialdemokraten lag. Die liberale Fortschrittspartei, die in der Vorkriegszeit immer wieder den Ministerpräsidenten gestellt hatte (Liste hier), erhielt nur noch 3,9 % der Wählerstimmen und konnte nur noch fünf Parlamentssitze einnehmen.
| Partei                      | Partei                                           | Stimmen   | Stimmen | Stimmen | Sitze  | Sitze |
| Partei                      | Partei                                           | Anzahl    | %       | +/−     | Anzahl | +/−   |
| --------------------------- | ------------------------------------------------ | --------- | ------- | ------- | ------ | ----- |
|                             | Sozialdemokratische Partei Finnlands (SDP)       | 494.719   | 26,32   | +1,24   | 54     | +4    |
|                             | Landbund (ML)                                    | 455.635   | 24,24   | +2,89   | 56     | +7    |
|                             | Demokratische Union des Finnischen Volkes (SKDL) | 375.538   | 19,98   | −3,49   | 38     | −11   |
|                             | Nationale Sammlungspartei (KOK)                  | 320.366   | 17,04   | +2,00   | 33     | +5'   |
|                             | Schwedische Volkspartei (RKP)                    | 137.981   | 7,34    | −0,56   | 13     | −1    |
|                             | Nationale Fortschrittspartei (ED)                | 73.444    | 3,91    | −1,26   | 5      | −4    |
|                             | Åländsk Samling*                                 | 6.567     | 0,35    | +0,35   | 1      | +1    |
|                             | Kleinbauernpartei                                | 5.378     | 0,29    | −0,89   | —      | —     |
|                             | Radikale Volkspartei (RadKP)                     | 5.162     | 0,27    | +0,17   | —      | —     |
|                             | Sonstige                                         | 5.178     | 0,28    | +0,05   | —      | —     |
| Gesamt                      | Gesamt                                           | 1.879.968 | 100,00  |         | 200    |       |
| Gültige Stimmen             | Gültige Stimmen                                  | 1.879.968 | 99,27   |         |        |       |
| Ungültige Stimmen           | Ungültige Stimmen                                | 13.869    | 0,73    |         |        |       |
| Wahlbeteiligung             | Wahlbeteiligung                                  | 1.893.837 | 78,25   |         |        |       |
| Wahlberechtigte             | Wahlberechtigte                                  | 2.420.287 | 100,00  |         |        |       |
| Quelle:                     |                                                  |           |         |         |        |       |
| Anmerkungen: * Åland-Mandat |                                                  |           |         |         |        |       |

## Nach der Wahl
Der Sozialdemokrat Karl-August Fagerholm wurde nach der Wahl zum Ministerpräsidenten gewählt. Seinem Kabinett gehörten mit Ausnahme des parteilosen Außenministers Carl Enckell nur Mitglieder der sozialdemokratischen SDP an. Diese Minderheitsregierung konnte sich bis Anfang 1950 halten, ehe Urho Kekkonen vom Landbund mithilfe der Fortschrittspartei und der Schwedischen Volkspartei zum Chef einer neuen Minderheitsregierung gewählt wurde. Nach zehn Monaten nahm Kekkonen jedoch die Sozialdemokraten in die Regierung mit auf.
Währenddessen hatten die antikommunistischen Kräfte in Finnland bewirkt, dass die Schutzpolizei zur Wahrung der finnischen Unabhängigkeit Valpo sowie der staatliche Fernsehsender Yleisradio wegen angeblicher kommunistischer Unterwanderung in eine Ecke gestellt wurden. Yleisradio wurde sogar verboten. Zudem kam es 1949 zu einer Amnestie von als kriegsschuldig angesehenen Politikern (unter anderem Väinö Tanner von der SDP), die auf sowjetischen Druck hin zuvor verurteilt worden waren.
Übersicht der Kabinette:
1. Kabinett Fagerholm I – Karl-August Fagerholm (Sozialdemokraten) – Regierung: Sozialdemokraten (29. Juli 1948 bis 17. März 1950)
2. Kabinett Kekkonen I – Urho Kekkonen (Landbund) – Regierung: Landbund, Schwedische Volkspartei, Fortschrittspartei (17. März 1950 bis 17. Januar 1951)
3. Kabinett Kekkonen II – Urho Kekkonen (Landbund) – Regierung: Landbund, Sozialdemokraten, Schwedische Volkspartei, Fortschrittspartei (17. Januar 1951 bis 20. September 1951)